# Charles Saint-Prot
Charles Saint-Prot (26 gennaio 1951) è uno storico francese.
È uno specialista francese di geopolitica ed uno dei principali specialisti del mondo arabo e dell'Islam. Dottore in scienze politiche, direttore dell'osservatorio di studi geopolitici a Parigi (Observatoire d'études géopolitiques, www.etudes-geopolitiques.com), ricercatore alla Facoltà di diritto "Paris Descartes".

## Pubblicazioni
È autore di numerose opere riguardanti il mondo arabo-islamico:
- Yasser Arafat, 1990
- Le nationalisme arabe, 1995
- Histoire de l'Irak, 1999
- La politique arabe de la France, 2007
- Islam. L'avenir de la Tradition entre révolution et occidentalisation, Paris, Le Rocher, 2008
- La tradition islamique de la réforme, Paris, CNRS éd., 2010
- Mohammed V ou la monarchie populaire, Paris-Monaco, Le Rocher, 2011
- Le Mouvement national arabe. Emergence et maturation du nationalisme arabe de la Nahdaa au Baas, Paris, Ellipses, 2013, 176 p.
- L'exception marocaine, dir. avec Frédéric Rouvillois, Paris, Ellipses, 2013, 282 p.